# Serei Saophoan (distrikt i Kambodja)
Serei Saophoan är ett distrikt i Kambodja.   Det ligger i provinsen Banteay Meanchey, i den västra delen av landet, 300 km nordväst om huvudstaden Phnom Penh. Antalet invånare är 90 279.